# 김준협 (축구인)
김준협(한국 한자: 金俊協, 1978년 11월 11일 ~ )은 대한민국의 전 축구 선수이며, 포지션은 공격수였다.